# Luc Delahaye
Luc Delahaye (Tours, 1962) è un fotografo francese conosciuto soprattutto per i suoi reportage di guerra..

## Vita e Opere
Inizia a fotografare all'età di vent'anni per l'agenzia fotografica Sipa Press, coprendo conflitti bellici come la guerra in Libano, Afghanistan, Ruanda, Cecenia e Jugoslavia.
Nel 1994 entra a far parte di Magnum Photos e successivamente di Newsweek Magazine.
Le sue immagini sono caratterizzate da un'estrema vicinanza all'evento e ai soggetti, interrogandosi però sulla posizione che il fotografo assume davanti a tali avvenimenti.
La prima serie fotografica pubblicata da Delahaye prende il nome di "Portraits/1". Il libro consiste in una raccolta di immagini di senzatetto scattate all'interno di una cabina per fototessere a Parigi.
Nel 2000 in seguito ad un viaggio in Russia realizza "Winterreise", un diario di viaggio fotografico che documenta gli effetti delle riforme sociali e politiche nel paese.
Successivamente nel 2002 viene pubblicato "L'autre", una serie di scatti rubati realizzati nella metropolitana di Parigi.
Nel 2001 Delahaye cambia radicalmente il tipo di camere utilizzate, passando al medio formato e al formato panoramico. Il risultato delle nuove tecniche di scatto è visibile in "Histoire", una raccolta di foto recenti del fotografo contenenti eventi significativi scattati in diverse parti del mondo.
Delahaye è stato tre volte vincitore del contest World Press Photo (1993, 1994 e 2002) e due volte premiato al Robert Capa Gold Medal (1992, 2001).